# Roberto Serrano
Roberto Serrano (Madrid, 1964) es un economista de nacionalidad estadounidense y española. Es profesor de Economía de la Cátedra Harrison S. Kravis en la Universidad Brown. Serrano es miembro de la Econometric Society y exmiembro del consejo de la Game Theory Society.

## Biografía
Robert Serrano nació en Madrid el 26 de octubre de 1964. Roberto Serrano obtuvo una licenciatura en Economía por la Universidad Complutense de Madrid en 1987 y una maestría y doctorado en economía por Universidad de Harvard en 1990 y 1992.
A los 17 años se quedó completamente ciego a causa de una retinosis pigmentaria que padecía desde los seis.
En 2019 fue investido doctor honoris causa por la Universidad Complutense de Madrid.
En 2024, obtuvo el Premio de Economía Rey de España por su brillante trayectoria académica e investigadora y por ser un ejemplo de mérito y esfuerzo personal en beneficio de la comunidad desde su condición de economista.